# Убийство на Йошихиро Хатори
Йошихиро Хатори (на японски: 服部 剛丈 или Yoshihiro Hattori) е японски ученик, станал жертва на убийство в Батън Руж, Луизиана, САЩ, когато влиза в чужда къща по погрешка, докато отива на Хелоуин парти.
Хатори е роден в Нагоя, Япония, второто от трите деца на Масажики и Миеко Хатори. Той е на 16 години, когато отива в Батън Руж в рамките на американска програма за обмен на ученици; той също така получава и стипендия Морита за своето пътуване.

## Убийство
На втория месец от престоя му в САЩ Хатори и момчето от семейството, където е отседнал, Уеб Хеймейкър, получават покана за Хелоуин парти на 17 октомври 1992, организирано за японски ученици от програмата за обмен. Хатори е облечен в бял смокинг, имитирайки героя на Джон Траволта от филма „Треска в събота вечер“. Около 20:00 ч. Хеймейкър и Хатори отиват в Източен Батън Руж, където е партито. Двамата младежи влизат в дома на Родни Пийрс (30-годишен, работи като месар в супермаркет) и съпругата му Бони, предполагайки, че това е мястото за партито, поради прилика в адресите и декорацията за Хелоуин от външната страна на къщата.
Хатори и Хеймейкър излизат от колата си и се приближават до входната врата на къщата, където звънват на вратата. Никой не идва до входната врата, но Бони Пийрс отваря страничната врата, водеща към гаража и вижда Хеймейкър, стоящ на няколко метра. Хеймейкър носи на шията си еластична яка заради скорошна травма и превръзка, част от костюма му за Хелоуин. Той се опитва да заговори Пийрс, но тя по-късно свидетелства, че се е паникьосала, когато Хатори се появява зад ъгъла, и тръгва с бърза стъпка към нея. Тя тряска вратата и казва на съпруга си Родни да си вземе оръжието.
Отвън Хеймейкър разбира, че той и Хатори са дошли в чужда къща. Те тръгват към колата, когато Родни Пийрс отваря вратата на гаража, въоръжен със зареден пистолет Магнум 44 калибър. Хатори тръгва към Пийрс с думите „ние сме тук за партито“. Пийрс насочва пистолета към Хаттори и извиква „Freeze!“ (англ. замръзни). Хеймейкър забелязва огнестрелното оръжие и предупреждава Хатори, който обаче е с ограничени познания по английски и не носи своите контактни лещи тази вечер. Възможно е да не е разбрал командата на Пийрс „замръзни“, да не е видял оръжието или дори да си е помислил, че това е част от шега за Хелоуин. Хатори държи и камера, която Пийрс взима за оръжие. Когато Хатори продължава да се движи към него, Пийрс го прострелва от разстояние около пет метра, уцелвайки го в гърдите, а след това се връща обратно в къщата. Хеймейкър изтичва до съседната къща за помощ, връщайки се с един съсед. Те намират Хатори тежко ранен и лежащ по гръб. Пийрс не излизат от дома си, докато полицията не пристига, около 40 минути след стрелбата. Бони Пийрс извиква на съседа си „махай се“, когато той иска помощ.
Изстрелът поразява горните и долните части на левия бял дроб на Хатори и излиза покрай седмото ребро. Той почива в линейката минути по-късно от загуба на кръв.

## Наказателно дело срещу Родни Пийрс
Първоначално от местната полиция бързо разпитват и освобождават Родни Пийрс, отказвайки да му предявят обвинение, защото – според тях – Пийрс е „в рамките на своите права при стрелба по нарушителя.“ Чак когато губернаторът на Луизиана Едвин Едуардс и японският генерален консул в Ню Орлиънс изразяват протест, Пийрс е обвинен в убийство. Защитата е изградена върху неговото твърдение, че Хатори „се движи по изключително необичаен начин“, което всеки нормален човек може да намери за „страшно“; наблягайки, че Пийрс е „типичния американец“ и същия човек, както и съседите на членовете на журито, човек, който „обича захар в своята каша“.
По време на съдебния процес Пийрс свидетелства за момента малко преди изстрела: „Това беше човек, излизащ иззад колата, движещ се много бързо. В този момент насочих в него оръжието си и извиках: „Стой!“. Човекът продължи да се доближава до мен и да се движи много хаотично. В това време, викнах да спре. Той не; продължи да се движи напред. Спомням си, като той се засмя. Бях уплашен до смърт. Този човек нямаше да спре, той щеше да ми навреди." Пийрс свидетелства, че е стрелял веднъж в гърдите, когато младежът е на около пет фута (1,5 m). „Аз чувствах, че нямам друг избор. Съжалявам, че всичко това се случи“.
Окръжният прокурор Дъг Моро оспорва, че не е логично Пийрс, висок 188 см, добре въоръжен човек, да се страхува от толкова учтиво, дружелюбно, невъоръжено, 59-килограмово момче, което звънва на вратата, дори ако то се отправи към него неочаквано, и че не е оправдано използването на смъртоносна сила от Пийрс. 
Полицейски детектив свидетелства, че Пийрс му казва: „момче, оплесках нещата, направих грешка.“
Защитата твърди, че господин Пийрс до голяма степен е реагирал в отговор на паниката на жена си. Г-жа Пийрс свидетелства за инцидента един час, по време на който тя на няколко пъти се разплаква. „Той се движеше много бързо и всичко показваше, че той щеше да ни навреди. Аз затръшнах вратата и я заключих. Направих две стъпки в хола, където Род можеше да ме види и аз можех да го видя. Казах му да вземе оръжие.“ Г-н Пийрс не се колебае нито я разпитва, а вместо това отива да вземе пистолет с лазерен мерник, който е съхраняван в спалнята, за което той казва: „беше най-лесният и достъпен пистолет за мен“.
„Нямаше мислене. Иска ми се да бях помислила. Ако можеше просто да помисля“, казва Бони Peairs.
Делото продължава седем дни. Съдебните заседатели дават оправдателна присъда, съвещавайки се в продължение на около три часа.

### Гражданско дело
По-късно в гражданско дело съдът осъжда Родни Пийрс да заплати $650 000 обезщетение на родителите на Хатори, които те използват за създаване на две благотворителни организации в памет на сина си; един фонд за американските ученици, които желаят да посетят Япония, и за финансиране на организации, лобиращи за контрол върху оръжията. Адвокатите на родителите на Хатори твърдят, че Родни и Бони Пийрс са действали неразумно: Бони Пийрс се е престарала в реакцията към присъствието на двама тийнейджъри близо до дома ѝ; съпрузите са се държали неразумно като не говорят помежду си, за да предадат каква именно е заплахата; те не са предприели най-доброто и сигурно нещо – да останат вътре в къщата и да се обадят в полицията; те погрешно приемат офанзивни действия, а не отбранителни действия; Родни Пийрс използва своето огнестрелно оръжие твърде прибързано, без оценка на ситуацията, без предупредителен изстрел или такъв да рани. Противно на мнението на г-на Пийрс за това, че Хатори се движи странно и бързо към него, доказателствата показват, че Хаттори се е движел бавно или въобще не, с ръце далеч от тялото му, показвайки, че той не е опасен. Като цяло много повече демонстрация на сила е била използвана, отколкото е необходимо. Пийрс обжалва решението, но Апелативният съд в Луизиана оставя в сила решението през октомври 1995 г., както и повторното обжалване във Върховния съд на Луизиана е отхвърлено през януари 1996 г. От общо $650 000 отсъдени, застрахователната компания на Пийрс е платила $100 000, докато самият Пийрс технически е отговорен за изплащането на оставащите $550 000.

## Последици
След съдебния процес Пийрс заявява пред пресата, че той никога повече не би притежавал оръжие. През 2013 източник съобщава, че той е загубил своя дом и работата си в супермаркет, и живее в каравана.
Японската общественост е шокирана, не само от убийството, но и от оправдаването на Пийрс. Скоро след случая на Хатори, друг японски ученик на обмен – Такума Ито умира при кражба на превозно средство в Сан Педро, Калифорния.
Един милион американци и 1,7 милиона японци подписват петиция, която призовава за по-силен контрол на оръжията в САЩ; петицията е представена на посланик Уолтър Ф. Мондейл на 22 ноември 1993 г., който я предава на президента Бил Клинтън. Скоро след това е приет законопроектът Брейди и на 3 декември 1993 г. Мондейл представя на родителите на Хаттори копие от него.
През 1997 г. режисьорът Кристин Чой прави документален филм „Изстрелът, чут по цял свят“ за смъртта на Хатори.